# Blue Marvel
Blue Marvel, il cui vero nome è Adam Bernard Brashear, è un personaggio dei fumetti creato da Kevin Grevioux e Mat Broome, pubblicato dalla Marvel Comics e apparso per la prima volta in Adam: Legend of the Blue Marvel #1 (novembre 2008).

## Storia editoriale
Adam Brashear ha debuttato nella miniserie Adam: Legend of the Blue Marvel. In seguito una versione differente apparve brevemente in What If? Secret Invasion #1 (febbraio 2010). Nel 2013, Blue Marvel ha fatto parte nuovo team di supereroi di Luke Cage durante il crossover Infinity, nella Marvel NOW!.

## Biografia del personaggio
Adam nacque a Chicago, Illinois. Già da piccolo era considerato un bambino prodigio tanto che crescendo fece parte anche del Progetto: Perseo.
Brashear frequentò la Cornell University dove si laureò con lode, prese un dottorato di ricerca in fisica teorica e un master in ingegneria elettronica. Fu anche un estremo della squadra di rugby dell'università. Si arruolò nel Corpo dei Marines, partecipò alla guerra di Corea e conseguì due Stelle d'Argento. In questo periodo divenne amico di Conner Sims, che in seguito sarebbe diventato l'Anti-Uomo.
Brashear divenne poi il capo progetto di un programma scientifico per sfruttare l'anti-materia attraverso la creazione di un "reattore negativo" utile a formare un ponte tra la zona negativa e l'universo della materia positiva. Questo reattore doveva essere una fonte di energia pulita illimitata che permette ai dispositivi di sfruttare stabilmente l'energia generata da un orizzonte degli eventi stabile tra i due universi. A causa dell'inaspettata esplosione del reattore, sia Brashear che Sims furono sottoposti a delle radiazioni mutagene. Mentre il corpo di Sims si sciolse in energia, Brashear divenne un "reattore antimateria" stabile con abilità sovrumane. Decise dunque di usare le sue capacità per combattere il crimine sotto l'alias Blue Marvel.
Adam ricevette nel 1962 la Medaglia Presidenziale della Libertà dal Presidente John F. Kennedy. Come Blue Marvel, Brashear indossava un elmo integrale che si danneggiò in battaglia e quindi non venne indossato il giorno della premiazione. Il pubblico scoprì dunque che era un afroamericano, cosa che non venne accettata per il contesto razzista di allora che non tollerava così tanto potere nelle mani di un uomo di colore, e costrinse il Presidente, a malincuore poiché approvava personalmente le azioni di Blue Marvel, di chiedere a Brashear di ritirarsi, cosa che fece.
Adam così proseguì i suoi studi e scoprì dopo poco tempo un misterioso essere chiamato Infinauta che cercava di manifestarsi sulla Terra.
Tornò poi ufficialmente nell'esercito americano per una missione finale: sconfiggere l'araldo di un'armata di invasione aliena. Dopo il combattimento, lasciò nell'Area Blu della luna la Medaglia Presidenziale della Libertà e incontrò Uatu l'Osservatore. La loro conversazione fu interrotta dall'arrivo dell'armata aliena che venne sconfitta da Blue Marvel e il governo degli Stati Uniti sfruttò quest'occasione per fingere la sua morte e assoldarlo nello S.H.I.E.L.D. sotto il monito dell'Agente Marlene Frazier (alias Candace). Frazier alla fine diventò sua moglie e madre dei loro tre figli: Max, Kevin e Adrienne e si stabilirono nel Maryland dove Brashear divenne professore di fisica all'Università. Alla scoperta che la moglie in principio era sotto copertura a sua insaputa ma poi si innamorò sinceramente di lui, uno scioccato Adam scappò nuovamente sulla luna per trovare conforto nella solitudine. Lì ritrovò Uatu che gli fece ricordare il perché divenne un eroe e Brashear si riprese. Nel contempo bloccò sul nascere una nuova invasione aliena, cosa che non saprà nessuno se non lo stesso Osservatore.
Dopo poco tempo tornò sulla Terra e nel novembre 1972 si unì ad una squadra di Vendicatori capitanata da Blade per fermare un'invasione di non-morti.
Nel 1998 Adam e suo figlio Kevin scoprirono che l'Infinauta fece un secondo tentativo di venire sulla Terra, ma usarono un carro anti-materiale per fermarlo poiché se si fosse manifestato, avrebbe distrutto il pianeta a causa delle sue enormi dimensioni.
Quando l'Anti-Uomo, diventato folle a causa del suo potere, ritornò e sconfisse i Vendicatori, Tony Stark (Iron Man) e Mister Fantastic rintracciarono Brashear e idearono un piano per fermarlo. Dopo uno scontro a sorpresa sulla luna, Brashear fu lasciato privo di sensi e il lungo combattimento portò alla morte di Candace. Alla fine della battaglia, Brashear portò Sims fino al bordo della ionosfera e espulse la sua rimanente "energia anti-materia" con un'onda d'urto che lo fece collassare. Dopo il funerale di Candace, Stark parlò con Adam e, dispiaciuto per la sua perdita, lo invitò ad unirsi ai Vendicatori. Adam rispose che gli serviva tempo per pensarci e tornò a casa dove trovò una scatola con una lettera della moglie. In essa c'era una nuova uniforme che ella fece nell'attesa che il marito tornasse ad essere l'eroe Blu Marvel.
Successivamente, Brashear ritornò come super eroe a tempo pieno e dopo l'ennesima discussione con Uatu l'Osservatore, si recò in Uzbekistan per aiutare la Guardia Invernale a sottomettere l'essere extra-dimensionale Re Hyperion, una versione mentalmente squilibrata proveniente da Terra-4023 dell'Hyperion dello Squadrone Supremo. Mentre combattevano, Re Hyperion riuscì a prendere il sopravvento su Adam e gli abitanti di un villaggio rovinato dalla loro lotta giunsero alla conclusione sbagliata che Adam era solo un altro tiranno. Brashear giaceva inerme e Re Hyperion ne approfittò per prendere in ostaggio una bambina minacciando di farla a pezzi. Adam divenne furioso e riuscì a trovare la forza di continuare a combattere scatenando i suoi poteri energetici anti-materia, vincendo la battaglia e salvando il villaggio che si ricredette sulla sua buona fede.
In Fear Itself, Blue Marvel esplorò la Zona Negativa (fu lui a scoprirla e il primo a visitarla) e quando tornò trovò un sottomarino militare depositato nella sua base secondaria sottomarina a Kadesh. I cinesi e gli americani si incolparono a vicenda del possesso del sottomarino arrivando sull'orlo della guerra, furono fermati proprio da Brashear che scoprì che il sottomarino fu inviato dal drago marino che era a guardia della prigione sottomarina del Serpente.
Durante la saga Infinity, Uatu l'Osservatore visitò Blue Marvel nel suo quartier generale nella fossa delle Marianne (noto solo a Namor) e subito dopo una conversazione unilaterale tra i due si trovò a dover sconfiggere Shuma-Gorath con una squadra capitanata da Luke Cage; guarì Spectrum, ferita gravemente da Proxima Media Nox, aumentandole temporaneamente i poteri e si unì ai Potenti Vendicatori per combattere gli Illuminati nelle Secret Wars.
Nel successivo scontro contro la Beyond Corporation, il figlio Kevin rimase intrappolato nella Zona Negativa e Adam portò i Potenti Vendicatori in un conflitto contro suo figlio Max, che, sotto lo pseudonimo del Dottor Positron, stava cercando di aprire un portale per la Zona Negativa per salvare il fratello. Max attirò il gruppo nella sua base per attivare il portale e quando Kevin iniziò ad emergere era orrendamente ingrandito e distorto a causa dell'instabilità del portale, Blue Marvel si rese conto che l'unico modo per salvarlo era spingerlo nuovamente indietro, così She-Hulk attaccò Kevin fino a quando non entrò ancora una volta nel portale in modo che potesse essere disattivato senza alcun rischio.
Qualche tempo dopo, Max si riunì a suo padre in modo più calmo informandolo che era riuscito a ottenere coordinate approssimativamente precise della posizione di Kevin e di aver comunicato con lui all'interno della Zona Negativa. Quando i Potenti Vendicatori affrontarono la Beyond Corporation, Adam e Max lavorarono insieme per riprogrammare il portale e riportare indietro Kevin. Egli però per sconfiggere gli uomini potenziati della Beyond, li costrinse a tornare nella Zona Negativa, scomparendo nel processo. Blue Marvel e Max riprovarono più volte a contattare e riportare indietro Kevin senza però alcun successo rassegnandosi ad averlo perduto.
In questo periodo, Adam e Spectrum iniziarono a sviluppare sentimenti romantici l'uno verso l'altra e lentamente iniziarono una relazione.
Quando Capitan Marvel propose a Black Panther la creazione di una task force proattiva approvata dal governo con lo scopo di esaminare potenziali minacce di livello cosmico e risolverle prima che potessero diventare un problema per la Terra, T'Challa suggerì di avere Adam nella squadra che a sua volta suggerì Spectrum, e chiese anche che il team si asteneva dall'applicare soluzioni violente quando possibile. Si formò così la squadra degli Ultimates.
Come prima missione decisero di "curare" Galactus facendogli passare la fame. Per farlo, recuperarono l'incubatrice da cui Galan fu portato fuori prematuramente e applicando alcune modifiche, lo trasformarono da "divoratore di mondi" a "portatore di vita".
Mentre erano nell'esospazio sulla loro nave Aboena, si imbatterono nel suo vecchio nemico, l'Anti-Uomo, intento a ricomporsi. Benché Blue Marvel desiderasse uccidere Sims poiché lo considerava troppo pericoloso, fu suo figlio Kevin, anch'egli ritrovato nell'esospazio, a persuaderlo; così Brashear fece portare l'Anti-Uomo sulla nave in modo che lui e gli Ultimates tentassero di farlo rinsavire.
Durante Civil War II, l'inumano Ulysses Cain ebbe una visione che mise in guardia Blue Marvel sull'imminente arrivo del viaggiatore interdimensionale Infinauta sulla Terra. Questo avvertimento dà tempo sufficiente a Blue Marvel, Giant-Man e gli Ultimates di costruire un acceleratore di particelle Pym per ridurre l'Infinauta alle dimensioni umane.
Miss America riunì nuovamente gli Ultimates su richiesta di Galactus poiché scopri che Eternità era stato imprigionato e chiese loro di liberarlo e scoprire il colpevole.
In seguito all'esplosione della Stazione Spaziale di Antlion causata da terroristi travestiti da Latveriani che creò un Buco Nero, a Blue Marvel fu chiesto di catturare un Dottor Destino recentemente fuggito. Grazie a H.E.R.B.I.E. fu in grado di localizzarlo nell'appartamento di Morgan Le Fay che cercò di convincerli che Von Doom era innocente essendo morto per mano di Taskmaster. Ma Destino era in realtà vivo, batté Adam e fuggì da Fruzsina Markovich dove Silver Sable, Victorious e Kang erano lì per aiutarlo a reclamare il trono.
Reed Richards riuscì a ricontattare Von Doom per aiutarli a chiudere il buco nero. Egli suggerì a Blue Marvel di tentare di chiuderlo dall'interno. Tuttavia, dopo essere entrato, i suoi poteri furono bloccati all'interno e improvvisamente Blue Marvel fu avvicinato da Dottor Octopus di una realtà alternativa inviato da Victor per aiutare a risolvere il problema con bombe energetiche negative. Mentre Otto disse a Blue Marvel che il Dottor Destino della sua realtà, il dominatore benevolo del mondo, aveva visioni orribili del Destino della realtà di Adam, furono attaccati dalla Covata. Otto stesso fu ucciso dai mostri, ma Blue Marvel in qualche modo riuscì a fuggire dall'altra parte della singolarità che si trovava all'interno del buco.
In un futuro dispotico, Blue Marvel e i Potenti Vendicatori insieme al resto dell'umanità periranno per mano di Loki durante la guerra contro Gorr il Macellatore di Dei. Il cadavere rianimato dello stesso Blue Marvel comparirà allora come parte di una legione di eroi non morti inviati contro il Vecchio Re Thor che alla fine verranno comunque sconfitti.

## Poteri e abilità
L'assorbimento di energia anti-materia sembra essere la principale fonte del potere di Blue Marvel. Questa fonte di energia è l'energia rilasciata dall'anti-materia che deriva dall'universo interdimensionale chiamato Zona Negativa. È sostanzialmente un "reattore antimateria". Brashear normalmente indossa guanti su entrambe le braccia che incanalano e aumentano i suoi vasti poteri.
- Forza sovrumana: è stato visto muovere una meteora delle dimensioni dell'Arkansas, sollevare e pilotare regolarmente una portaerei per lunga distanza. I limiti più alti della forza di Blue Marvel sono tuttora sconosciuti, si ipotizzi sia ai livelli di Hulk, Sentry e Thor.
- Quasi invulnerabilità: resiste a forze d'impatto tremende, esposizione a temperature e pressioni estreme e potenti esplosioni di energia senza subire lesioni. Ha subito una detonazione nucleare senza alcun trauma fisico ed è in grado di sopravvivere nel vuoto dello spazio senza tuta spaziale.
- Volo: grazie alla manipolazione dei gravitoni, dei campi magnetici e il controllo del suo movimento molecolare riesce a volare potendo facilmente raggiungere la velocità di fuga e andare ad una velocità ben oltre la velocità supersonica.
- Percezione mentale migliorata: possiede l'abilità di percepire e comprendere cose su livelli che superano di gran lunga le capacità umane.
- Generazione di energia: ha l'abilità di generare e controllare l'energia della materia negativa basata sull'antimateria creando anche costrutti energetici. Può liberare la sua energia sotto forma di esplosioni come lampi di forza concussivi, lampi stordenti e impulsi energetici.
- Manipolazione molecolare: è in grado di influenzare la materia a livello molecolare con un altissimo grado di precisione e controllo (come fece quando guarì Monica Rambeau e le aumentò ulteriormente le sue abilità elettromagnetiche). Non si sa se questa abilità sia limitata solo alle particelle elettromagnetiche o se Blue Marvel sia in grado di influenzare tutta la materia, permettendogli di alterare la composizione molecolare di un oggetto o trasmutare gli elementi.
- Bioluminescenza: può emettere luce dal proprio corpo.
- Longevità: invecchia molto più lentamente e vive molto più a lungo dei normali esseri umani.
- Combattente altamente addestrato: avendo fatto parte dei Marines, ha grandissime doti di combattente armato e nel corpo a corpo.

Mentre la sua principale debolezza è il neutronium, una sostanza dell'esospazio.

## Altre versioni
Blue Marvel compare in altre 8 realtà alternative ed è anche uno pseudonimo usato per un breve periodo da Marvel Boy, clone di Thelius (alias Robert Grayson).

## Altre media

### Televisione
Blue Marvel compare in un cameo in Moon Girl e Devil Dinosaur.

### Videogiochi
- Blue Marvel appare in Marvel: Avengers Alliance.
- Blue Marvel appare come personaggio giocabile in Marvel: Future Fight.
- Blue Marvel appare come personaggio giocabile in Lego Marvel's Avengers.
- Blue Marvel appare come personaggio giocabile in Lego Marvel Super Heroes 2.
- Blue Marvel appare come carta in Marvel Snap.

### Musica
- Blue Marvel appare sulla copertina fatta per il decimo anniversario dell'LP di Sufjan Stevens Illinois.